# Yoshinobu Tokugawa
Yoshinobu Tokugawa (jap. 徳川 慶喜 Tokugawa Yoshinobu, Tokugawa Keiki; ur. 28 października 1837, zm. 22 listopada 1913) – piętnasty i zarazem ostatni siogun z rodu Tokugawa posiadającego władzę w okresie Edo (1603–1868). Początkowo Yoshinobu miał na celu reformę kraju w ramach dotychczasowego systemu, w którym siogunat (bakufu) sprawował władzę nad daimyō (hanami). Jednak pod wpływem presji Zachodu na otwarcie zamkniętego przez 265 lat kraju oraz wewnętrznych konfliktów politycznych, zrzekł się władzy w 1867 roku, zwracając ją cesarzowi. Tym samym Japonia rozpoczęła proces szybkiej modernizacji i otwarcia na świat. Przemiana ta to restauracja Meiji.

## Wczesne życie
Urodził się w Edo, w rezydencji Koishikawa, jako siódmy syn Nariakiego Tokugawy (1800–1860), daimyō domeny (hanu) Mito w prowincji Hitachi (ob. część prefektury Ibaraki). Byli oni jedną z trzech gałęzi klanu Tokugawa (Go-sanke, Tokugawa Go-sanke): Mito, Kii (Kishū), Owari. Z urodzenia nazywał się Shichirōmaro Matsudaira.
Kiedy jedna z gałęzi wtórnych (Go-sankyō) rodu Tokugawa o nazwisku Hitotsubashi uzyskała możliwość rozszerzenia Mito i uzyskania stanowiska sioguna, a nie miała wówczas męskich potomków, adoptowała Yoshinobu (Keiki Hitotsubashi) do swojej rodziny, gdy miał 11 lat.
Kiedy trzynasty siogun, Iesada Tokugawa, zmarł bez spadkobiercy w 1858 roku, Nariaki próbował przeforsować kandydaturę syna na to stanowisko z myślą wdrożenia własnej polityki reform. Przeważyła jednak umiarkowana grupa opozycyjna, pod przewodnictwem daimyō Naosuke Ii (1815–1860), który zajmował stanowisko głównego ministra (tairō, zwierzchnika rady starszych rōjū) i na nowego sioguna wybrano małego chłopca Iemochi Tokugawę (inaczej Yoshitomi Tokugawa). Yoshinobu i jego ojciec wraz z innymi radykałami zostali zmuszeni do odosobnienia w domu.
Rządy Naosuke Ii były nieudolne. Doprowadził do konfliktów, czystek i rozłamu politycznego. Po jego zamordowaniu w 1860 roku, Yoshinobu został głową rodu.

## Siogun Yoshinobu (1866–1867)
Nieustanne zmiany orientacji polityków najwyższego szczebla wydają się obecnie dziwaczne i niepoważne. W ówczesnej Japonii były jednak naturalną konsekwencją krzyżujących się nacisków na siogunat (bakufu) zarówno ze strony obcych mocarstw, jak i rozmaitych sił wewnętrznych. Były to lata 1853–1871. Obecność Zachodu odczuwano bardzo silnie, przede wszystkim jako zagrożenie bytu państwowego, a następnie – jako bodziec do reform. Od samego początku walk politycznych dominował u przywódców głęboki konflikt pomiędzy pragnieniem obrony kraju a ambicją władania nim.
Rok 1865 i początki 1866 były znamienne ze względu na rosnące, natarczywe żądania państw traktatowych, a także coraz silniejszy ruch przeciwko bakufu, inspirowany przez han Chōshū. Zagrożenie dla władzy bakufu rosło i doradcy sioguna uważali, że należy zlikwidować to źródło oporu.
Po długich wahaniach Yoshinobu Tokugawa przychylił się do tej opinii. Uległ jej także cesarz i wydał rozkaz ukarania „wrogów tronu” (chōteki). Nastąpiła mobilizacja sił przeciwko Chōshū, ale formowanie armii przebiegało zbyt wolno i dopiero w połowie 1866 roku doszło do pierwszego starcia zbrojnego bakufu z wojownikami (także mieszczanami i chłopami) Chōshū. W trakcie przeciągających się walk w Osace zmarł na atak serca młody siogun Iemochi. Jego śmierć ukrywano przez miesiąc, walki trwały, a armia bakufu ponosiła kolejne klęski. Dwa miesiące później Yoshinobu nakazał wszczęcie rokowań i w końcu doszło do rozejmu, armia bakufu została rozwiązana. Han Chōshū wyszedł z tej próby zwycięsko, a autorytet bakufu ucierpiał boleśnie.
Po śmierci sioguna Iemochiego Tokugawy (1846–1866) pod koniec 1866 roku, Yoshinobu został piętnastym siogunem. Był pierwszym władcą z tego rodu, który nigdy nie postawił stopy w zamku Edo. Zaraz po objęciu przez niego stanowiska Japonia stanęła w obliczu gwałtownych zmian ustrojowych. Podjęto działania, które miały na celu zreformowanie i wzmocnienie rządu Tokugawów.
Przy pomocy Cesarstwa Francuskiego rozpoczęto budowę arsenału Yokosuka oraz modernizację armii. Dzięki pomocy francuskich specjalistów rozbudowywano armię oraz marynarkę, ponadto zakupiono nowoczesną broń ze Stanów Zjednoczonych.

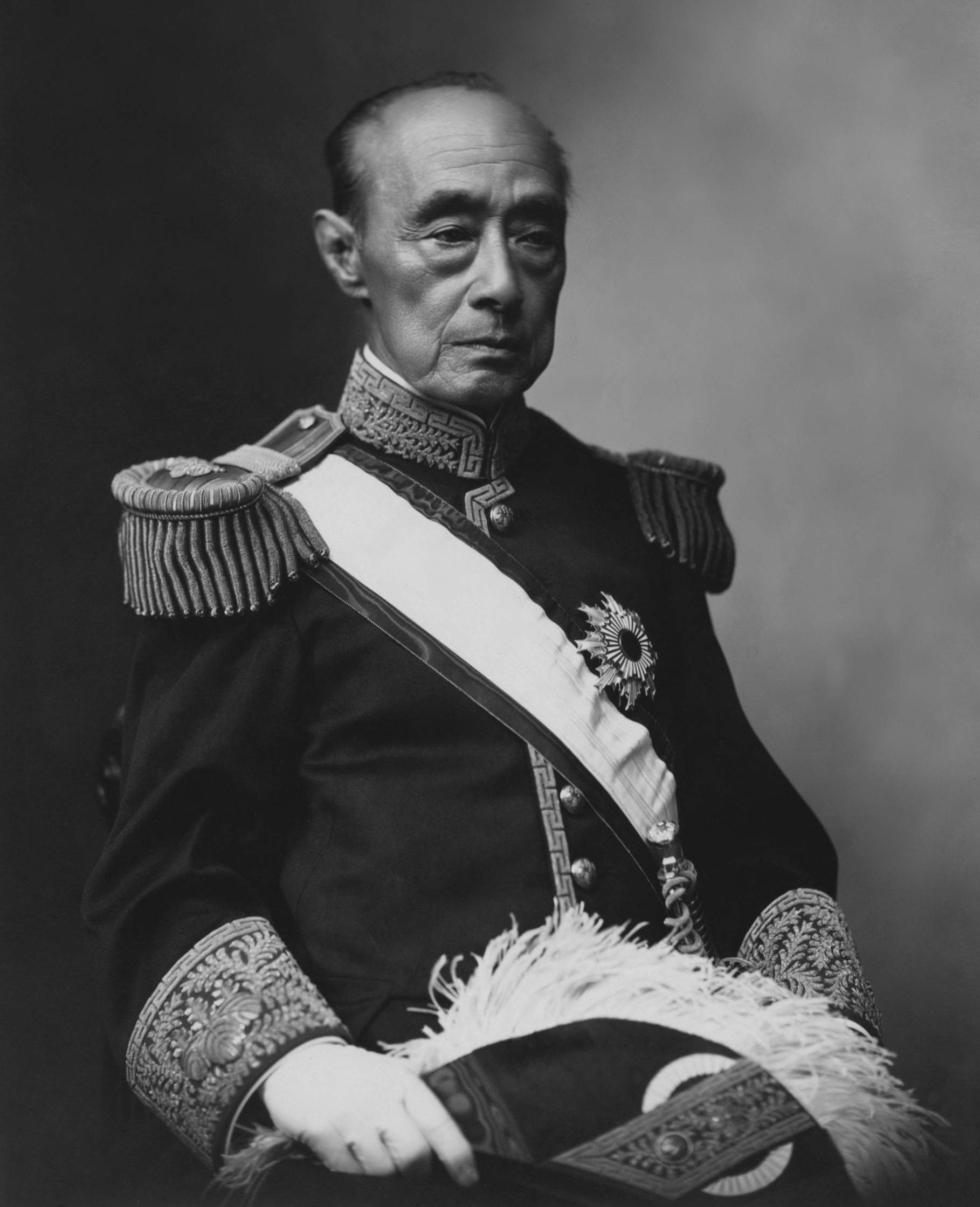
Yoshinobu Tokugawa w podeszłym wieku

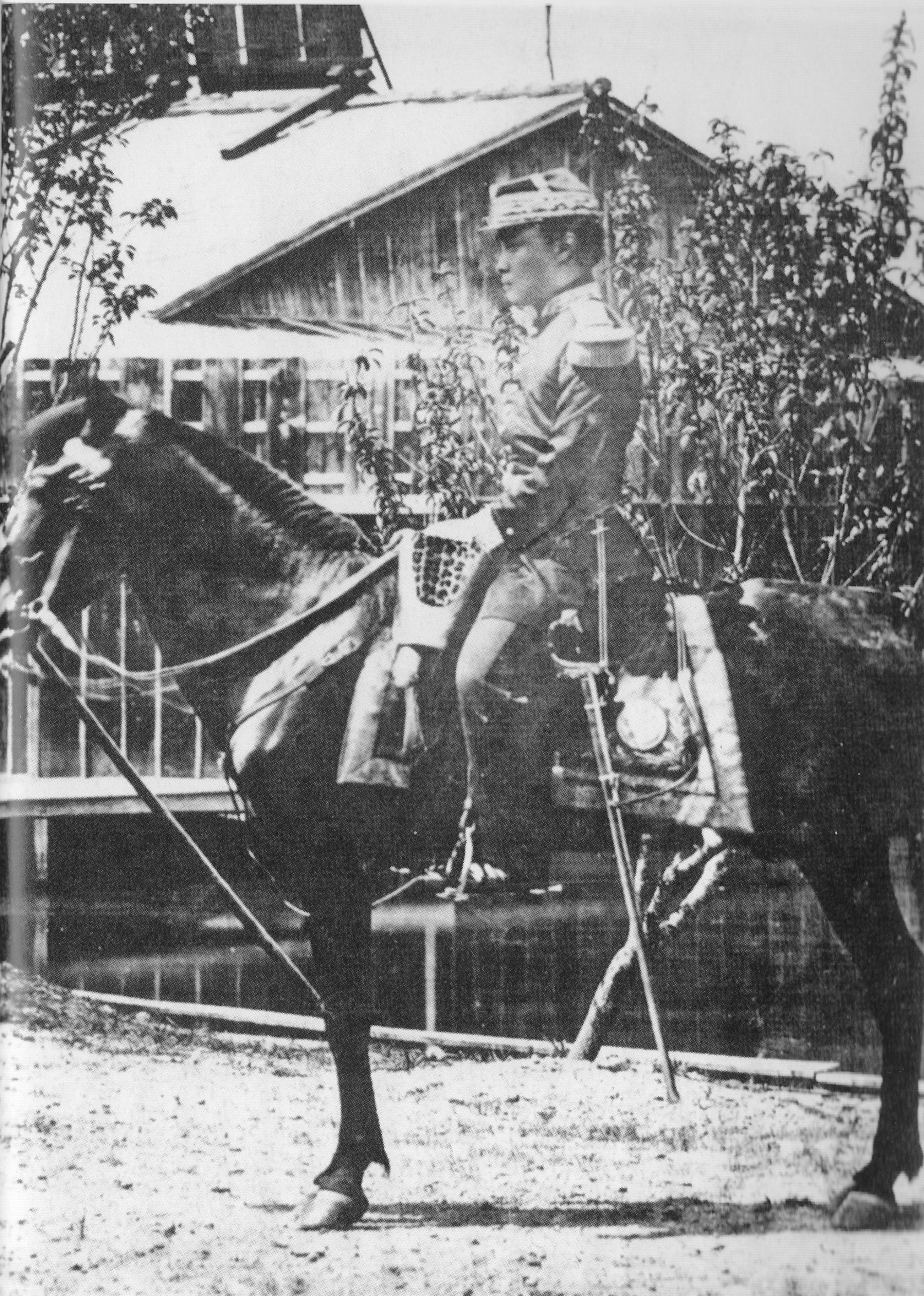
Yoshinobu we francuskim mundurze wojskowym (1867)

## Ku wojnie domowej
W listopadzie 1867 roku Yoshinobu odpowiedział na spadek swojego autorytetu sioguna oświadczeniem, pokojowo zwracając władzę (taisei-hōkan) młodemu cesarzowi Mutsuhito (1852–1912), który zasiadł na tronie wcześniej w tym samym roku, po śmierci cesarza Kōmei (1831–1867). Yoshinobu czynił jednak starania, aby nadal uczestniczyć w pracach nowego rządu w zamiarze przeprowadzenia reform w ramach starego systemu.
Dla zwolenników cesarza w hanach Satsuma i Chōshū była to zmiana niewystarczająca i zaplanowali obalenie siogunatu siłą. W styczniu 1868 roku przejęli kontrolę nad Pałacem Cesarskim w Kioto, wydając edykt przywracający rządy cesarskie. Ten zamach stanu jest postrzegany jako kluczowe wydarzenie restauracji Meiji. Tego samego dnia wieczorem na spotkaniu przedstawicieli nowego rządu twardogłowi zwyciężyli z umiarkowanymi elementami w domenach Tosa i Echizen (ob. prefektury Kōchi i Fukui), które opowiadały się za kompromisem z Yoshinobu. Na spotkaniu zdecydowano, że Yoshinobu musi zrezygnować ze swoich urzędów i zwrócić wszystkie swoje ziemie.
W ten sposób frakcja Satsuma-Chōshū chciała sprowokować gwałtowną reakcję byłego bakufu. Jednakże Yoshinobu wycofał się z rezydencji rodu Tokugawa, zamku Nijō, w Kioto do zamku Ōsaka, aby obserwować sytuację. Twardogłowi wysłali grupę wojowników, aby wywołać konflikt w Edo, a rozgniewani zwolennicy bakufu spalili rezydencję domeny Satsuma w mieście. Zwolennicy Yoshinobu w Osace również byli rozwścieczeni tymi wydarzeniami, a ponieważ nie byli w stanie ich kontrolować, ruszyli dalej do Kioto, co przygotowało grunt pod bitwę o Toba-Fushimi na południe od miasta. W pierwszym konflikcie wojny domowej „boshin” siły nowego rządu cesarskiego pokonały siły bakufu i Yoshinobu uciekł do Edo.

## Wojna boshin (1867–1869)
Obawiając się wzrostu siły siogunatu, samurajowie z domen: Satsumy, Chōshū oraz Tosy, stworzyli sojusz wojskowy w myśl hasła sonnō-jōi („czcić cesarza, wypędzić barbarzyńców”). Tosa, która była najlepiej zmodernizowana, zaproponowała kompromis polegający na tym, że Yoshinobu zrezygnowałby z tytułu sioguna w zamian za stanowisko w nowym rządzie.
9 listopada 1867 Yoshinobu złożył rezygnację ze stanowiska i opuścił urząd dziesięć dni później, zwracając władzę cesarzowi. Yoshinobu został pozbawiony wszystkich tytułów i ziemi, mimo że nie podjął żadnych działań, które mogłyby być interpretowane jako agresywne lub niezgodne z prawem.
Gdy siły sioguna znalazły się blisko Kioto, odmówiono im możliwości wkroczenia do miasta, po czym zostały one zaatakowane przez siły Satsumy i Chōshū. Rozpoczęła się bitwa pod Toba-Fushimi, pierwsze starcie wojny boshin. Choć siły siogunatu miały przewagę liczebną, Yoshinobu porzucił armię w środku walki i zbiegł do Edo. Po raz pierwszy siły popierające cesarza wystawiły oficjalne proporce z symbolem cesarstwa. Były siogun poddał się dobrowolnej izolacji oraz uznał zwierzchnictwo cesarza. 11 kwietnia zamek Edo został przekazany armii cesarskiej.

## Późniejsze życie
Yoshinobu został przeniesiony do prefektury Shizuoka, do siedziby zbudowanej przez jego przodka, Ieyasu Tokugawę. Dożywał swoich dni w spokoju, rozwijając swoje hobby, jak: malarstwo, fotografię, łucznictwo. Niektóre ze zdjęć Yoshinobu zostały upublicznione przez jego prawnuka, Yoshitomo.
W 1902 roku cesarz Meiji pozwolił Yoshinobu na odbudowanie rodu Tokugawa. Byłemu siogunowi została nadana ranga księcia (kōshaku) za jego lojalną służbę cesarstwu.
Yoshinobu Tokugawa zmarł 21 listopada 1913 roku. Został pochowany na cmentarzu Yanaka w tokijskiej dzielnicy Taitō.

## Galeria

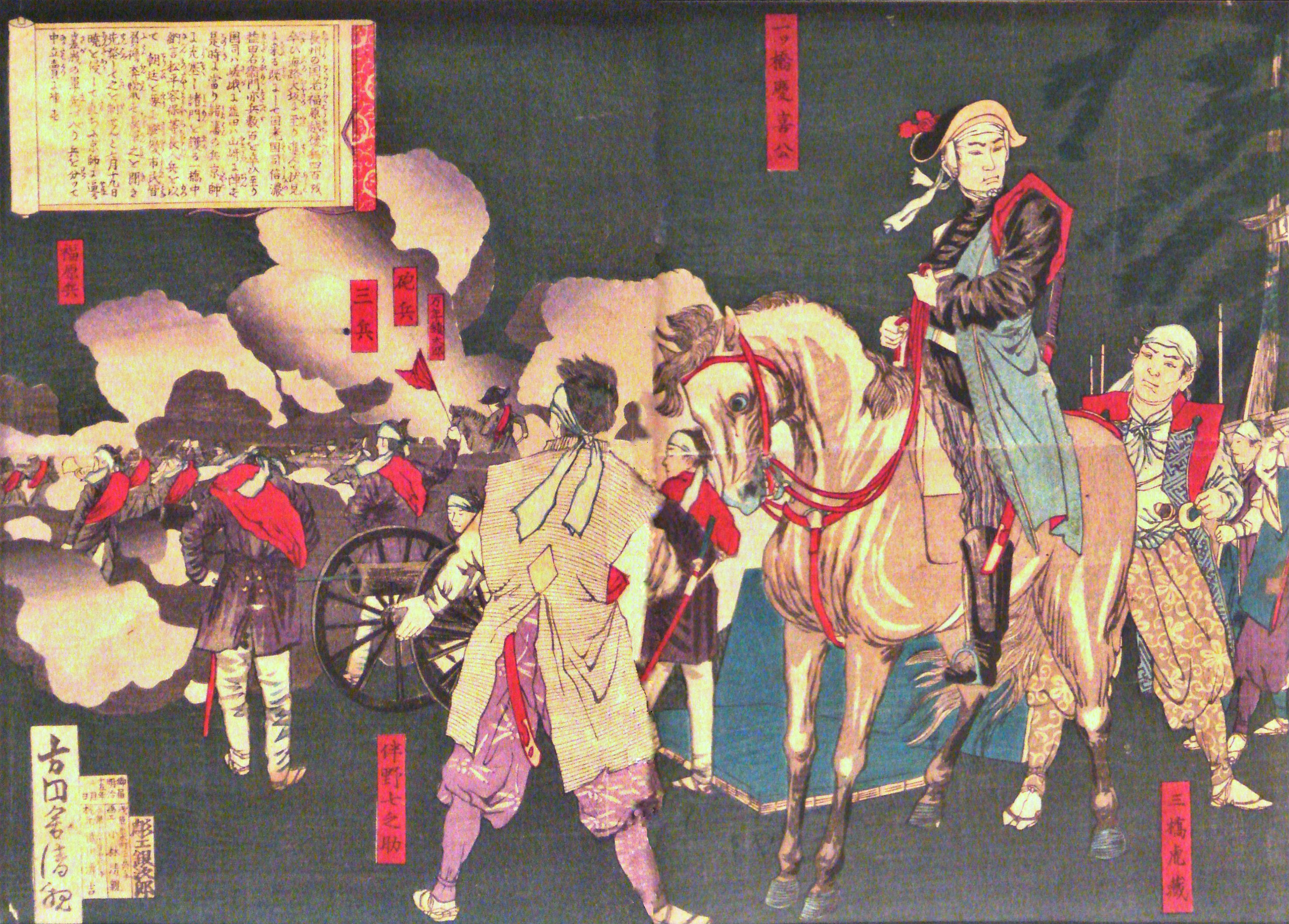
Yoshinobu i Katamori Matsudaira, podczas obrony cesarskiego pałacu (incydent Kinmon, 1864)
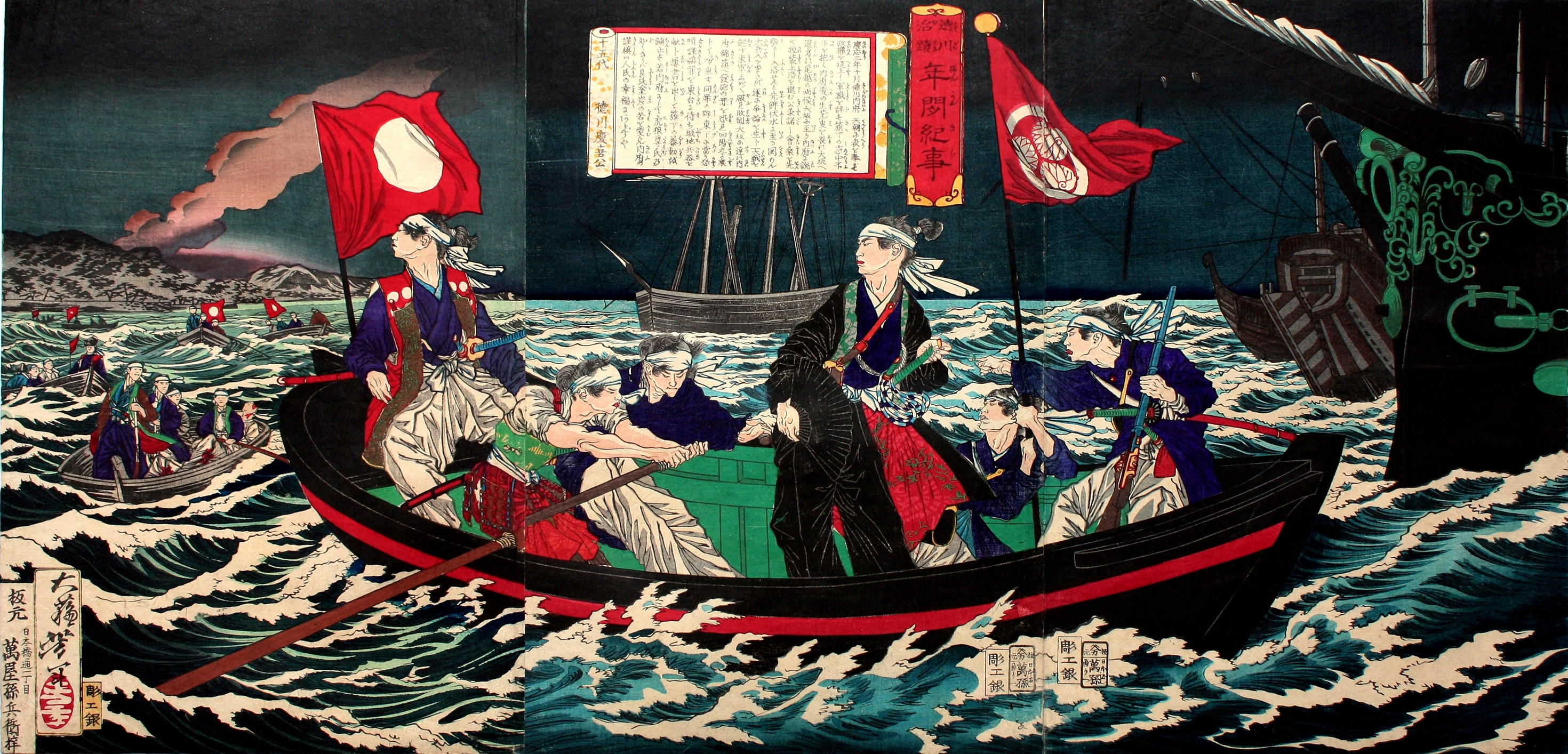
Yoshitoshi Tsukioka (1839-1892), Ucieczka Yoshinobu po bitwie pod Toba-Fushimi (1868)
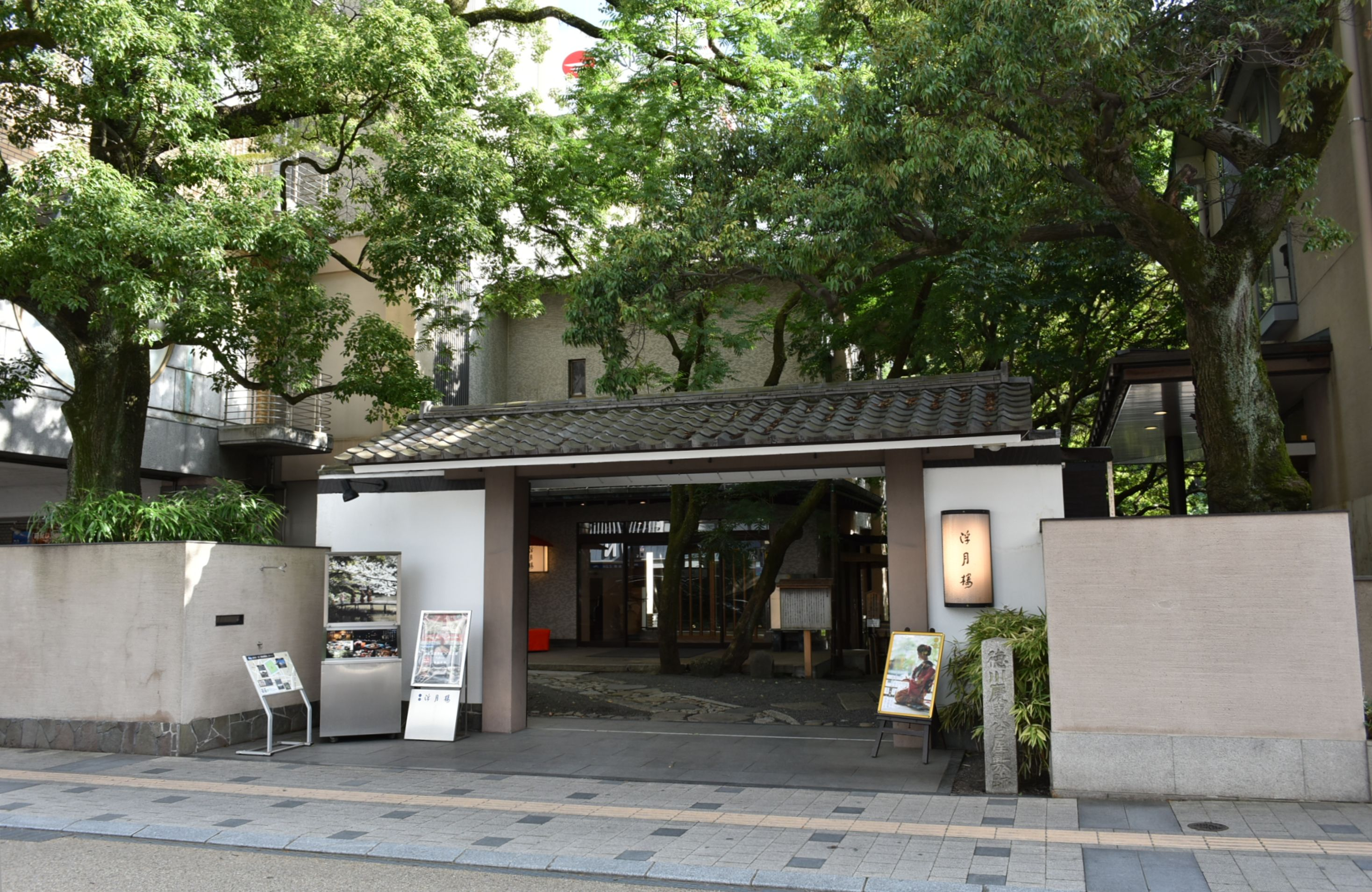
Pozostałości rezydencji Yoshinobu, Shizuoka, dzielnica Aoi (2018)